# Clistopyga carvajali
Clistopyga carvajali är en stekelart som beskrevs av Gauld, Ugalde och Paul E. Hanson 1998. Clistopyga carvajali ingår i släktet Clistopyga och familjen brokparasitsteklar. Inga underarter finns listade i Catalogue of Life.